# Truncus thyrocervicalis

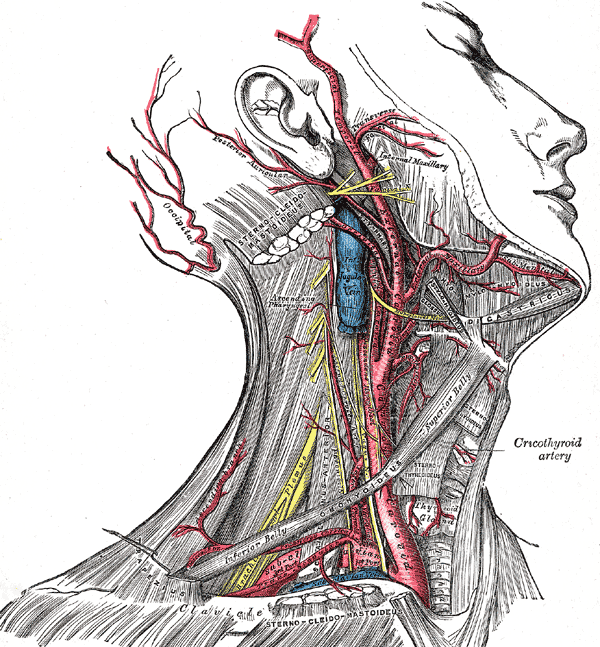
Halsarterien

Der Truncus thyrocervicalis oder Truncus thyreocervicalis ist ein gemeinsamer Hauptstamm für drei Arterien des Halses und die Teile der Schilddrüse versorgende Arteria thyroidea inferior. Er entspringt der Arteria subclavia, normalerweise zwischen den Abgängen der Arteria vertebralis und dem Truncus costocervicalis. Er versorgt neben der Schilddrüse die seitlichen Strukturen an der Basis des Halses.
Der Truncus thyrocervicalis verzweigt sich in die:
1. Arteria thyroidea inferior
2. Arteria transversa cervicis (mit Ramus superficialis und Ramus profundus)
3. Arteria suprascapularis
4. Arteria cervicalis ascendens

Bei einigen Personen geht auch die Arteria thoracica interna aus dem Truncus thyrocervicalis hervor.